# 一撮毛港區
一撮毛港區是中國遼寧省丹東市的一個二类口岸，位于北韓绸缎岛北侧，港區陆域面积44.43万平方米，岸线长度1.95公里，由北至南沿鴨綠江河道呈“凸”型分為三段，设有三个海关监管点，40多个渔港码头，可同时停靠100多条船只。一撮毛港區由原丹东造纸厂码头异地改建而成，1997年4月东港大台子口岸正式开放，2000年增设一撮毛为临时监管点，隸屬大连海关下轄的大东港海关。以边民互市贸易、冷链物流、建材加工、修造船等业务為主，一撮毛港區潮差大，船舶进港时间不固定，航道淤泥多，吃水量小，边贸往来多用渔船进行，交易商品包括食品、蔬菜、生活用品和煤炭等矿产品，2011年上半年进出口货运量21万吨。